# الرييدة (المكلا)

تعديل مصدري - تعديل

الرييدة هي إحدى قرى عزلة المكلا بمديرية المكلا التابعة لمحافظة حضرموت، بلغ تعداد سكانها 62 نسمة حسب تعداد اليمن لعام 2004.